# Аветисян Володимир Арташесович
Аветися́н Володи́мир Арташе́сович (*5 грудня 1946, місто Саратов) — російський літературознавець, доктор філологічних наук (1987).
В 1970 році закінчив філологічний факультет Московського державного університету. З 1984 року викладає в Удмуртському Державному Університеті. З 1990 року — професор, з 1991 року — завідувач кафедри зарубіжної літератури.
Автор книги «Гете та проблема світової літератури» (Саратов, 1988).